# Eugenio Ravignani
Eugenio Ravignani (Pola, 30 dicembre 1932 – Trieste, 7 maggio 2020) è stato un vescovo cattolico italiano.

## Biografia
Nacque a Pola, allora città italiana capoluogo di provincia e sede vescovile, il 30 dicembre 1932. Esule giuliano dalmata, nel 1946 giunse a Trieste con la famiglia.

### Formazione e ministero sacerdotale
Entrato nel seminario vescovile di Trieste, frequentò il liceo classico del seminario di Vittorio Veneto. Completò gli studi teologici nel seminario triestino.
Il 3 luglio 1955 fu ordinato presbitero, nella cattedrale di San Giusto a Trieste, dal vescovo Antonio Santin.
Dopo l'ordinazione continuò la sua formazione e il 1º luglio 1961 ottenne la laurea in teologia alla Pontificia Università Lateranense di Roma.
Nel 1967 fu incaricato dal vescovo Antonio Santin di instaurare un dialogo ecumenico con i responsabili delle altre comunità cristiane e israelitiche presenti in diocesi. Il 15 agosto 1968 fu nominato rettore e prefetto degli studi del seminario vescovile triestino, mentre dal settembre 1978 al febbraio 1981 fu anche direttore del settimanale diocesano "Vita Nuova".

### Ministero episcopale

Mons. Ravignani alla beatificazione di don Francesco Giovanni Bonifacio, il 4 ottobre 2008.

Il 7 marzo 1983 papa Giovanni Paolo II lo nominò vescovo di Vittorio Veneto; succedette ad Antonio Cunial, deceduto il 10 agosto 1982. Il 24 aprile 1983 ricevette l'ordinazione episcopale, nella cattedrale di San Giusto, dal vescovo di Trieste Lorenzo Bellomi, co-consacranti il vescovo emerito di Feltre e Belluno Gioacchino Muccin e l'arcivescovo di Gorizia e Gradisca Antonio Vitale Bommarco. Il 15 maggio seguente prese possesso della diocesi.
Il 4 gennaio 1997 lo stesso papa lo trasferì alla diocesi di Trieste, dove succedette a Lorenzo Bellomi, deceduto il 23 agosto 1996. Prese possesso canonico della diocesi il 2 febbraio.
Ricoprì anche l'incarico di vicepresidente della Conferenza episcopale triveneta, dal 2000 al 2009 e, in seno alla Conferenza Episcopale Italiana, fu membro della Commissione episcopale per l'ecumenismo e il dialogo, dal 1998 al 2001, e della Commissione episcopale per l'educazione cattolica, la scuola e l'università.
Il 31 dicembre 2007, in occasione del Te Deum di fine anno, compiuti i 75 anni, comunicò di aver presentato la rinuncia all'incarico per raggiunti limiti di età.
Il 4 ottobre 2008, nella cattedrale di San Giusto a Trieste, concelebrò la messa di beatificazione di don Francesco Giovanni Bonifacio assieme all'arcivescovo Angelo Amato, rappresentante pontificio e prefetto della Congregazione delle cause dei santi.
Nel 2008 gli fu conferito il premio San Giusto d'Oro dai cronisti del Friuli-Venezia Giulia.
Il 4 luglio 2009 papa Benedetto XVI accolse la sua rinuncia, presentata per raggiunti limiti di età, al governo pastorale della diocesi di Trieste; gli succedette Giampaolo Crepaldi, fino ad allora segretario del Pontificio consiglio della giustizia e della pace. Rimase amministratore apostolico della diocesi fino all'ingresso del successore, avvenuto il 4 ottobre seguente. Da vescovo emerito continuò a risiedere a Trieste.
Morì dopo una lunga malattia il 7 maggio 2020, all'età di 87 anni, a Trieste. Dopo le esequie, celebrate il 21 maggio dall'arcivescovo Giampaolo Crepaldi nella cattedrale di San Giusto, fu sepolto nello stesso edificio.

## Genealogia episcopale
La genealogia episcopale è:
- Cardinale Scipione Rebiba
- Cardinale Giulio Antonio Santori
- Cardinale Girolamo Bernerio, O.P.
- Arcivescovo Galeazzo Sanvitale
- Cardinale Ludovico Ludovisi
- Cardinale Luigi Caetani
- Cardinale Ulderico Carpegna
- Cardinale Paluzzo Paluzzi Altieri degli Albertoni
- Papa Benedetto XIII
- Papa Benedetto XIV
- Papa Clemente XIII
- Cardinale Marcantonio Colonna
- Cardinale Giacinto Sigismondo Gerdil, B.
- Cardinale Giulio Maria della Somaglia
- Cardinale Carlo Odescalchi, S.I.
- Cardinale Costantino Patrizi Naro
- Cardinale Lucido Maria Parocchi
- Cardinale Agostino Gaetano Riboldi
- Vescovo Francesco Ciceri
- Vescovo Ferdinando Rodolfi
- Vescovo Antonio Mantiero
- Vescovo Giuseppe Carraro
- Vescovo Lorenzo Bellomi
- Vescovo Eugenio Ravignani

## Opere
- Giuseppe Alberigo, Alberto Melloni, Roberto Villa, Orioldo Marson e Eugenio Ravignani, Giuseppe Dossetti: Un itinerario spirituale, Istituto superiore di scienze religiose di Portogruaro, Nuova dimensione, ISBN 8889100354.